# تيري كالاغان
تيري كالاغان (بالإنجليزية: Terry Callaghan)‏ هو عالم بيئة بريطاني، ولد في 11 مارس 1945 في ستوكبورت في المملكة المتحدة.